# Зелиньский, Войчех
Войчех Зелиньский (пол. Wojciech Zieliński; 15 февраля 1955, Юзефув, Польша) — польский джазовый и эстрадный музыкант, композитор, дирижёр, аранжировщик, педагог и музыкальный продюсер. Выпускник Академии Музыки в Варшаве (1989), Зелиньский сотрудничает с ведущими представителями шоубизнеса страны (Эва Блащик, Дода и многие другие) и за годы своей карьеры стал лауреатом многочисленных премий, включая гран-при конкурса композиторов ZAiKS. В 1993—2007 годах в качестве композитора и аранжировщика принимал участие в фестивале PPA (Przegląd Piosenki Aktorskiej) во Вроцлаве. Инструментовал музыку Ежи Сатановского (пол. Jerzy Satanowski) для фильма «Экстрадиция 2». С 2003 года преподаёт в Музыкальном университете им. Шопена.

## Избранные студийные записи
- The Heart Of Spider (1998)